# Перетворення одиниць вимірювання
Перетворення одиниць вимірювання — приведення значень фізичних величин, поданих в одних одиницях вимірювання, до їхніх значень в інших одиницях. За перетворення одиниць розмір фізичних величин залишається незмінним: за зміни одиниці вимірювання на іншу відповідно змінюється і числове значення (за зменшення одиниці пропорційно збільшується і навпаки).
Необхідність перетворення одиниць вимірювання може бути зумовлена різними причинами: законодавчими, нормативними, технічними, з міркувань зручності, з метою порівняння значень двох величин, поданих в різних одиницях тощо. Так, наприклад, в Україні в законодавчо регульованій сфері мають використовуватися лише узаконені одиниці вимірювань (як правило, одиниці системи SI). В той же час початково результати вимірювань можуть бути з певних причин отримані в інших одиницях. В фізиці до перетворення одиниць іноді вдаються з метою спрощення розрахунків або для їх зручності.
За одних перетворень точність значень величин не змінюється, інші не є абсолютно еквівалентними.

## Перетворення одиниць в метричній системі
В метричній системі перетворення зводиться до множення числового значення величини на перевідний коефіцієнт — відношення розміру попередньої до розміру нової одиниці вимірювання, — рівний {\displaystyle 10^{k}} , де {\displaystyle k} — ціле додатне або від'ємне число. Приведення між одиницями цієї системи легко розпізнати за десятковими префіксами: 1 кг = 1000 г, 1 мг = 0,001 г тощо.
Перетворення одиниць в метричній системі відбуваються без втрати точності, в інших системах це не завжди так.

## Співвідношення між одиницями вимірювання
Таблиці нижче дають перевідні коефіцієнти для перетворення одиниць вимірювання.
В кожній таблиці одиниці наведені в алфавітному порядку, а одиниці системи SI для зручності виділені кольором.
У назвах одиниць вимірювання, які містять частку від ділення однієї одиниці на іншу, назви одиниць знаменника пишуться з прийменником “на”. Для одиниць вимірювання величин, які залежать від часу в першому степені і є характеристиками швидкості перебігу процесів, назва одиниці часу, яка міститься в знаменнику, пишеться з прийменником “за”. У назвах одиниць, які містять добуток двох чи більше одиниць вимірювання, назви одиниць під час написання з'єднуються дефісом.
| Символ | Визначення |
| ------ | --- |
| ≡      | точна рівність |
| ≈      | приблизна рівність |
| digits | період десяткового дробу; означає, що цифри з рискою зверху повторюються нескінченну кількість разів (наприклад, запис 8,294369 відповідає 8,294369…) |
| (І)    | має, головним чином, історичний інтерес |

### Активність (радіонукліду)
| Назва одиниці | Символ | Визначення                          | Зв'язок із SI |
| ------------- | ------ | ----------------------------------- | ------------- |
| Бекерель (SI) | Бк; Bq | ≡ Число одиниць розпаду за секунду  | = 1 с-1       |
| Кюрі          | Ки; Ci | ≡ 3,7×1010 Бк. Позасистемна одиниця | = 3,7×1010 Бк |
| Резерфорд (І) | Рд; rd | ≡ 1 МБк                             | = 106 Бк      |

Слід зазначити, що хоча і Бекерель (Бк), і Герц (Гц) визначені як обернені одиниці однієї і тієї ж основної одиниці SI (с−1), однак Гц використовується лише для періодичних процесів чи явищ, в той час як Бк використовується для стохастичних процесів, пов'язаних з радіоактивністю.

### Густина
| Назва одиниці                                      | Символ       | Визначення     | Зв'язок із SI           |
| -------------------------------------------------- | ------------ | -------------- | ----------------------- |
| грам на мілілітр                                   | г/мл; g/mL   | ≡ г/мл         | = 1000 кг/м3            |
| грам на сантиметр кубічний                         | г/см³; g/cm³ | ≡ г/см³        | = 1000 кг/м3            |
| кілограм на кубічний метр (одиниця SI)             | кг/м3; kg/m3 | ≡ кг/м3        | = 1 кг/м3               |
| кілограм на літр                                   | кг/л; kg/L   | ≡ кг/л         | = 1000 кг/м3            |
| слаг на кубічний фут                               | slug/ft3     | ≡ слаг/фут3    | ≈ 515,3788184 кг/м3     |
| унція (евердьюпойс) на англійський галон           | oz/gal       | ≡ унція/галон  | ≈ 6,236023291 кг/м3     |
| унція (евердьюпойс) на галон США                   | oz/gal       | ≡ унція/галлон | ≈ 7,489151707 кг/м3     |
| унція (евердьюпойс) на кубічний дюйм               | oz/in3       | ≡ унція/дюйм3  | ≈ 1,729994044×103 кг/м3 |
| унція (евердьюпойс) на кубічний фут                | oz/ft3       | ≡ унція/фут3   | ≈ 1,001153961 кг/м3     |
| фунт (евердьюпойс) на англійський галон            | lb/gal       | ≡ фунт/галон   | ≈ 99,77637266 кг/м3     |
| фунт (евердьюпойс) на англійський рідкий галон США | lb/gal       | ≡ фунт/галон   | ≈ 119,8264273 кг/м3     |
| фунт (евердьюпойс) на кубічний дюйм                | lb/in3       | ≡ фунт/дюйм3   | ≈ 2,767990471×104 кг/м3 |
| фунт (евердьюпойс) на кубічний фут                 | lb/ft3       | ≡ фунт/фут3    | ≈ 16,01846337 кг/м3     |

### Динамічна в'язкість
| Назва одиниці                        | Символ     | Визначення         | Зв'язок із SI        |
| ------------------------------------ | ---------- | ------------------ | -------------------- |
| паскаль-секунда (одиниця SI)         | Па·с; Pa·s | ≡ Н·с/м2, кг/(м·с) | = 1 Па·с             |
| пуаз (одиниця СГС)                   | П; пз; P   | ≡ 1 Н·с/м2         | = 0,1 Па·с           |
| фунт на фут-годину                   | lb/(ft·h)  | ≡ 1 фунт/(фут·год) | ≈ 4,133789×10−4 Па·с |
| фунт на фут-секунду                  | lb/(ft·s)  | ≡ 1 фунт/(фут·с)   | ≈ 1,488164 Па·с      |
| фунт-сила-секунда на квадратний фут  | lbf·s/ft2  | ≡ 1 фунт·с/фут2    | ≈ 47,88026 Па·с      |
| фунт-сила-секунда на квадратний дюйм | lbf·s/in2  | ≡ 1 фунт·с/дюйм2   | ≈ 6894,757 Па·с      |

### Дія
| Назва одиниці      | Символ | Визначення | Зв'язок із SI             |
| ------------------ | ------ | ---------- | ------------------------- |
| атомна одиниця дії | au     | ≡ ℏ ≡ h⁄2π | ≈ 1,05457168×10−34 Дж·с . |

### Довжина
| Назва одиниці                    | Символ              | Визначення | Зв'язок із SI                                   |
| -------------------------------- | ------------------- | --- | ----------------------------------------------- |
| ангстрем                         | Å                   | ≡ 10−10м | ≡ 0,1 нм                                        |
| аршин                            |                     | Давньоруська одиниця вимірювання довжини, яка відповідає кроку. ≡ 1⁄3 сажня ≡ 4 чверті ≡ 16 вершків ≡ 28 дюймів | ≡ 0,7112 м                                      |
| астрономічна одиниця             | а. е.; AU           | ≡ 149597870700 м ≈ середня відстань від Землі до Сонця | ≡ 149597870700 м                                |
| бор, атомна одиниця довжини      | a0                  | = радіус Бора водню | ≈5,2917721092(17)×10−11 м                       |
| верста                           |                     | ≡ 500 сажнів Розмір версти неодноразово змінювався (від 500 до 750 сажнів), змінювався і розмір сажня. Були версти шляхові (вимірювання шляху) та межеві (для земельних ділянок). | ≡ 1066,8 м                                      |
| вершок                           |                     | Давньоруська одиниця вимірювання довжини, початково дорівнювала довжині основної фаланги вказівного пальця. ≡1⁄48 сажня = 7⁄48 фута = 1⁄16 аршина = 1,75 дюйма. | ≡ 0,04445 м                                     |
| гони                             |                     | Давньоруська одиниця вимірювання великих відстаней, має кілька відповідностей: відповідає довжині грецького чи римського стадія ≈ 185 м відповідає довжині римсько-грецької милі у вісім стадій ≈ 1480 м відстань в один день шляху відстань, яку проходить орач під час орання від одного краю поля до іншого ≈ 750 м | ≈ 185 м ≈ 1480 м ≈ 750 м                        |
| долоня                           |                     | ≡ 3 дюйма | = 0,0762 м                                      |
| дюйм (міжнародний)               | дюйм; in            | ≡ 2,54 см ≡ 1⁄36 ярда ≡ 1⁄12 фута | ≡ 0,0254 м                                      |
| ікс-одиниця; зігбан              | xu                  | Використовується в рентгеноструктурному аналізі для визначення довжини хвилі рентгенівського (пулюєвого) та гамма-проміння і параметрів кристалічної ґратки. | ≈ 1,0021×10−13 м                                |
| кабельтов (адміралтійський)      |                     | ≡ 608 футов | ≈ 185,3184 м                                    |
| кабельтов (міжнародний)          |                     | ≡ 1⁄10 морської милі | ≡ 185,2 м                                       |
| кабельтов (США)                  |                     | ≡ 720 футів | = 219,456 м                                     |
| крок (DPI) миші                  |                     | ≡ 1⁄200 дюйма | = 1,27×10−4м                                    |
| крок (США)                       |                     | відповідає старовинному руському аршину ≡ 2,5 фута | = 0,762 м                                       |
| ліга (сухопутна)                 | ліга; lea           | ≈ шлях, що проходить людина за 1 годину пішки. На початок XXI століття в США визначається в 3 сухопутні милі, але історично змінювалася від 2 до 9 км. | ≈ 4828м                                         |
| ліга морська                     |                     | ≡ 3 морські милі | = 5556 м                                        |
| лінія                            | лінія; ln           | ≡ 1⁄16 нігтя ≡ 1⁄256 пяді ≡ 1⁄12 дюйма | = 0,002116 м                                    |
| лінк (Гунтера)                   | lnk                 | ≡ 1⁄100 чейна ≡ 0,66 фута (США) ≡ 7,92 дюйма | ≈ 0,2011684 м                                   |
| лінк (Рамсдена; інженерний)      | lnk                 | ≡ 1 фут | = 0,3048 м                                      |
| лікоть (І)                       |                     | ≡ відстань від кінчиків пальця до плеча ≈ 18 дюймів | ≈ 0,5 м                                         |
| лікоть англійський (І)           | ell                 | ≡ 45 дюймів | = 1,143 м                                       |
| метр (одиниця SI)                | м                   | ≡ Відстань, яку світло проходить за 1⁄299 792 458 секунди у вакуумі ≈ 1⁄10000000 відстані від екватора до полюса Землі. | ≡ 1 м                                           |
| мікрометр (застаріле: мікрон)    | мкм; мк             | | ≡ 10−6м                                         |
| міл                              | mil                 | ≡ 10−3 дюйма | ≡ 2,54×10−5 м                                   |
| міл скандинавський               | mil                 | ≡ 10 км | = 10000 м                                       |
| миля географічна (І)             |                     | довжина 1 кутової хвилини земного екватора {\displaystyle \approx } 6087,08 футів | = 1855,3 м                                      |
| миля морська (англійська)        | NM (Adm); nmi (Adm) | = 6080 футів | = 1853,184 м                                    |
| миля (міжнародна)                | миля; mi            | ≡ 80 чейнів ≡ 5280 футів ≡ 1760 ярдів | ≡ 1609,344 м                                    |
| миля (тактична)                  |                     | ≡ 6000 футів | ≡ 1828,8 м                                      |
| миля (телеграфна) (І)            | mi                  | ≡ 6087 футів | = 1855,3176м                                    |
| миля (геодезична, США)           | mi                  | ≡ 5280 геодезичних футів США ≡ (5280 × 1200⁄3937) м | ≈ 1609,347219 м                                 |
| миля морська (міжнародна)        | NM; nmi             | ≡ 1852 м | ≡ 1852 м                                        |
| миля морська (США до 1954)       |                     | ≡ 1853,248 м | ≡ 1853,248 м                                    |
| морський сажень, фатом           | ftm                 | ≡ 6 футів | = 1,8288 м                                      |
| ніготь (кравецький)              |                     | ≡ 2+1⁄4 дюйма | = 0,05715 м                                     |
| палець                           |                     | ≡ 7⁄8 дюйма | = 0,022225 м                                    |
| палець (кравецький)              |                     | ≡ 4+1⁄2 дюйма | = 0,1143 м                                      |
| парсек                           | пк; pc              | Відстань до зорі, річний тригонометричний паралакс якої рівний одній кутовій секунді. | ≈ 3,085677581×1016 м                            |
| піка                             |                     | ≡ 12 друкарських пунктів | Залежить від розміру пункта.                    |
| пікометр (застаріле: бікрон)     | пм; pm              | | ≡ 10−12 м                                       |
| пункт (англо-американський)      | п.; pt              | ≡ 1⁄72,272 дюйма | ≈ 0,000351450 м                                 |
| пункт (Дідо; європейський)       | п.; pt              | ≡ 1⁄12 × 1⁄72 французького королівського фута; Після 1878 року: ≡ 5⁄133 см | ≈ 0,00037597 м; Після 1878: ≈ 0,00037593985 м   |
| пункт (PostScript)               | п.; pt              | ≡ 1⁄72 дюйма | = 0,0003527 м                                   |
| пункт (TeX)                      | п.; pt              | ≡ 1⁄72,27 дюйма | = 0,0003514598 м                                |
| п'ядь                            |                     | Давньоруська: ≡ 1⁄12 сажня ≡ 1⁄4 аршина ≡ 4 вершка = 7 дюймів Англійська: (спен) ≡ 9 дюймів | Давньоруська: = 0,1778 м Англійська: = 0,2286 м |
| род; поль; перч (І)              | rd                  | ≡ 16+1⁄2 фута | = 5,0292 м                                      |
| роп, шнур (І)                    | rope                | ≡ 20 футів | = 6,096 м                                       |
| сажень                           |                     | З 1649 року ≡ 3 аршина З 1835 року 7 англійських футів ≡ 84 дюйма ≡ 1/500 версти ≡ 3 аршина ≡ 12 п'ядей ≡ 48 вершків | З 1649 року = 2,16 м З 1835 року = 2,1336 м     |
| сажень косий                     |                     | Відстань від кінчиків пальців витягнутої руки до пальців протилежної ноги. | = 2,48 м                                        |
| сажень маховий                   |                     | ≡ 2,5 аршина ≡ 10 п'ядей Маховому сажню відповідає німецький фаден, англійський фатом і французький брас. | = 1,778 м                                       |
| світлова доба                    |                     | ≡ 24 світлових години | ≡ 2,59020683712×1013 м                          |
| світлова година                  |                     | ≡ 60 світлових хвилин | ≡ 1,0792528488×1012 м                           |
| світлова хвилина                 |                     | ≡ 60 світлових секунд | ≡ 1,798754748×1010 м                            |
| світлова секунда                 |                     | ≡ Відстань, яку проходить світло у вакуумі за 1 с | ≡ 299 792 458 м (точно)                         |
| світловий рік                    | св. р.; ly          | ≡ Відстань, яку проходить світло у вакуумі за 1 юліанський рік (365,25 доби) | = 9,4607304725808×1015 м                        |
| спен (І)                         |                     | ≡ 9 дюймів | = 0,2286 м                                      |
| стік (І)                         |                     | ≡ 2 дюйма | = 0,0508 м                                      |
| твіп                             | twp                 | ≡ 1⁄1440 дюйма | = 1,7638× 10−5 м                                |
| фемтометр; фермі                 | фм; fm              | ≡ 10−15 м | ≡ 10−15 м                                       |
| французька шкала; шар'єр         | F                   | ≡ 1⁄3 мм | = 0,3 × 10-3 мм                                 |
| фурлонг (фарлонг, довга борозна) | fur                 | ≡ 10 чейнів = 660 футів = 220 ярдів | = 201,168 м                                     |
| фут (Капський) (І)               |                     | 1,033 англійського фута (1859 рік) | ≈ 0,314858 м                                    |
| фут (Кларка) (І)                 | ft (Cla)            | | ≈ 0,3047972654 м                                |
| фут (індійський) (І)             | ft Ind              | | ≈ 0,304799514 м                                 |
| фут метричний                    | мф; mf              | ≡ √1⁄10 м | ≈ 0,31622776601 м                               |
| фут метричний (довгий)           | lmf                 | ≡ 1⁄3 м | ≈ 0,3 м                                         |
| фут метричний (короткий)         | smf                 | ≡ 0,30 м | ≡ 0,30 м                                        |
| фут (міжнародний)                | фут; ft             | ≡ 0,3048 м ≡ 1⁄3 ярда ≡ 12 дюймів | ≡ 0,3048 м                                      |
| фут (геодезичний, США)           | ft (US)             | ≡ 1200⁄3937 м | ≈ 0,304800610 м                                 |
| Фут японський                    |                     | | = 0,3030 м                                      |
| хенд (кисть руки)                |                     | ≡ 4 дюйма | ≡ 0,1016 м                                      |
| чверть (англійська)              |                     | ≡ 1⁄4 ярда | = 0,2286 м                                      |
| чверть (староруська)             |                     | ≡ 1⁄12 сажня ≡ 1⁄4 аршина ≡ 4 вершка | = 0,1778 м                                      |
| чейн                             | ch                  | ≡ 66 футів(США) ≡ 4 перча | ≈ 20,11684 м                                    |
| ярд (міжнародний)                | ярд; yd             | ≡ 0,9144 м ≡ 3 фута ≡ 36 дюймів | ≡ 0,9144 м                                      |
| ячмінне зерно (І)                |                     | = 1⁄3 дюйма (див. примітки стосовно заокруглення) | ≈ 8,46× 10-3 м                                  |

### Електрична напруга, електричний потенціал, різниця потенціалів, електрорушійна сила
| Назва одиниці            | Символ       | Визначення | Зв'язок із SI                   |
| ------------------------ | ------------ | --- | ------------------------------- |
| абвольт (одиниця СГСМ)   | абВ; abV     | ≡ 10−8 В | = 10−8 В                        |
| вольт (система SI)       | В; V         | 1 вольт (В, V) — електрична напруга на кінцях провідника, необхідна для виділення теплоти потужністю в 1 ват (Вт, W) за сили постійного струму в ньому 1 ампер (A), або різниця потенціалів між двома точками електростатичного поля, за проходження якої над зарядом величини 1 кулон (Кл, C) здійснюється робота 1 джоуль . | = 1 В = 1 Вт/А = 1 кг·м2/(А·с3) |
| статвольт (одиниця СГСЕ) | статВ; statV | ≡ c·(1 мкДж/А·м) | = 299,792458 В                  |

### Електрична провідність
| Назва одиниці | Символ | Визначення                                                                 | Зв'язок із SI               |
| ------------- | ------ | -------------------------------------------------------------------------- | --------------------------- |
| сіменс        | См; S  | 1 См дорівнює електричній провідності провідника з електричним опором 1 Ом | = 1 Cm (одиниця системи SI) |

### Електричний дипольний момент
| Назва одиниці                                  | Символ | Визначення          | Зв'язок із SI           |
| ---------------------------------------------- | ------ | ------------------- | ----------------------- |
| атомна одиниця електричного дипольного момента | е·a0   |                     | ≈ 8,47835281×10−30 Кл·м |
| дебай                                          | Д; D   | = 10−10 статкулон·Å | = 3,33564095×10−30 Кл·м |
| кулон-метр; кулонометр                         | Кл·м   |                     | = 1 Кл · 1 м            |

### Електричний заряд, кількість електрики
| Назва одиниці         | Символ             | Визначення | Зв'язок із SI          |
| --------------------- | ------------------ | --- | ---------------------- |
| абкулон               | abC; emu           | Електромагнітна одиниця системи СГС. ≡ 10 Кл                                                                       | = 10 Кл                |
| атомна одиниця заряду | au                 | ≡ е | ≈ 1,602176462×10−19 Кл |
| кулон                 | Кл; C              | ≡ Кулон — це величина заряду, який проходить через поперечний переріз провідника за сили струму 1 А за 1 с часу. . | = 1 Кл = 1 А·с         |
| міліампер-година      | мА·год; mA·h       | ≡ 0,001 А × 1 год                                                                                                  | = 3,6 Кл               |
| франклін, статкулон   | Фр; statC; Fr; esu | Електростатична одиниця системи СГС. ≡ 0,1 А·м/с                                                                   | ≈ 3,335641×10−10 Кл    |
| число Фарадея         | F                  | ≡ 1 моль × NA × e                                                                                                  | ≈ 96485,3383 Кл        |

### Електричний опір
| Назва одиниці | Символ | Визначення | Зв'язок із SI                    |
| ------------- | ------ | --- | -------------------------------- |
| Ом            | Ом; Ω  | 1 Ом рівний електричному опору провідника, між кінцями якого виникає напруга 1 B за сили постійного струму 1 A . | = 1 Ом = 1 В/А = 1 кг·м2/(А2·с3) |

### Енергія, робота, кількість теплоти
| Назва одиниці                                                | Символ                  | Визначення | Зв'язок із SI                                 |
| ------------------------------------------------------------ | ----------------------- | --- | --------------------------------------------- |
| британська термічна одиниця (ISO)                            | БТОISO; BTUISO          | ≡ 1,0545×103 Дж | = 1,0545×103 Дж                               |
| британська термічна одиниця (міжнародна)                     | БТО; BTUIT              | | = 1,05505585262×103 Дж                        |
| британська термічна одиниця (середня)                        | BTUmean                 | | ≈ 1,05587×103 Дж                              |
| британська термічна одиниця (термохімічна)                   | БТОтх; BTUth            | | ≈ 1,054350×103 Дж                             |
| британська термічна одиниця (39 °F)                          | BTU39 °F                | | ≈ 1,05967×103 Дж                              |
| британська термічна одиниця (59 °F)                          | BTU59 °F                | ≡ 1,054804×103 Дж | = 1,054804×103 Дж                             |
| британська термічна одиниця (60 °F)                          | BTU60 °F                | | ≈ 1,05468×103 Дж                              |
| британська термічна одиниця (63 °F)                          | BTU63 °F                | | ≈ 1,0546×103 Дж                               |
| галон-атмосфера (США)                                        | US gal atm              | ≡ 1 атм × 1 галон (США) | = 383,5568490138 Дж                           |
| Гартрі, атомна система одиниць енергії                       | Eh                      | ≡ me·α2·c2 (= 2 Ry) | ≈ 4,359744×10−18 Дж                           |
| джоуль (одиниця SI)                                          | Дж; J                   | Джоуль дорівнює роботі, яка здійснюється силою 1 Н за пересування точки прикладення сили на 1 м в напрямку дії сили .                            | = 1 Дж = 1 м·Н = 1 кг·м2/с2 = 1 Кл·В = 1 Вт·с |
| еквівалент бареля нафти                                      | boe                     | ≈ 5,8×106 БТО59 °F | ≈ 6,12×109 Дж                                 |
| електронвольт                                                | еВ; eV                  | ≡ е × 1 В | ≈ 1,602176565(35)×10−19 Дж                    |
| ерг (одиниця СГС)                                            | ерг; erg                | ≡ 1 г·см2/с2 | = 10−7 Дж                                     |
| калорія (міжнародна)                                         | кал; calIT              | ≡ 4,1868 Дж | = 4,1868 Дж                                   |
| калорія (середня)                                            | calmean                 | 1⁄100 енергії, необхідна для нагріву 1 г вільної від повітря води від 0 до 100 °C за тиску 1 атм                                                 | ≈ 4,19002 Дж                                  |
| калорія (термохімічна)                                       | калтх; calth            | ≡ 4,184 Дж | = 4,184 Дж                                    |
| калорія (США; FDA)                                           | Cal                     | ≡ 1 ккал = 1000 кал | = 4184 Дж                                     |
| калорія (3,98 °C)                                            | кал3,98 °C; cal3,98 °C  | | ≈ 4,2045 Дж                                   |
| калорія (15 °C)                                              | кал15 °C; cal15 °C      | ≡ 4,1855 Дж | = 4,1855 Дж                                   |
| калорія (20 °C)                                              | кал20 °C; cal20 °C      | | ≈ 4,1819 Дж                                   |
| квад                                                         |                         | ≡ 1015 БТОIT | = 1,05505585262×1018 Дж                       |
| кіловат-година                                               | кВт⋅год; kW·h; B.O.T.U. | ≡ 1 кВт × 1 год | = 3,6×106 Дж                                  |
| кілокалорія                                                  | ккал; kcal; Cal         | ≡ 1000 калIT | = 4,1868×103 Дж                               |
| кінська сила - година                                        | к. к.·год; hp·h         | ≡ 1 л. с.× 1 ч | = 2,684519537696172792×106 Дж                 |
| кубічний сантиметр атмосфери; стандартний кубічний сантиметр | cc atm; scc             | ≡ 1 атм × 1 см3 | = 0,101325 Дж                                 |
| кубічний фут атмосфери; стандартний кубічний фут             | cu ft atm; scf          | ≡ 1 атм × 1 фут3 | = 2,8692044809344×103 Дж                      |
| кубічний фут натурального газу                               |                         | ≡ 1000 БТОIT | = 1,05505585262×106 Дж                        |
| кубічний ярд атмосфери; стандартний кубічний ярд             | cu yd atm; scy          | ≡ 1 атм × 1 ярд3 | = 77,4685209852288×103 Дж                     |
| літр-атмосфера                                               | l atm; sl               | ≡ 1 атм × 1 л | = 101,325 Дж                                  |
| рідберг                                                      | Ry                      | ≡ R∞·h·c | ≈ 2,179872×10−18 Дж                           |
| терм (ЄЕС)                                                   |                         | ≡ 100000 БТОIT | = 105,505585262×106 Дж                        |
| терм (США)                                                   |                         | ≡ 100000 БТО59 °F | = 105,4804×106 Дж                             |
| термічна одиниця Цельсія (міжнародна)                        | CHUIT                   | ≡ 1 БТЕIT × 1 K/°Ra | = 1,899100534716×103 Дж                       |
| термія                                                       | th                      | ≡ 1 МкалIT | = 4,1868×106 Дж                               |
| тонна нафтового еквівалента                                  | toe                     | ≡ 10 Гкал | = 41,868×109 Дж                               |
| тонна у вугільному еквіваленті                               | TCE                     | ≡ 7 Гкалтх | = 29,288×109 Дж                               |
| тонна тротилового еквівалента                                | tTNT                    | Міра високоенергетичних подій, виражена через кількість тринітротолуолу (ТНТ, тротила), що виділяє за вибуху рівну кількість енергії. ≡ 1 Гкалтх | = 4,184×109 Дж                                |
| фут-паундаль                                                 | ft pdl                  | ≡ 1 фунт·фут2/с2 | = 4,21401100938048×10−2 Дж                    |
| фунт-сила-дюйм                                               | in lbf                  | ≡ ɡ0 × 1 фунт-сила × 1 дюйм | = 0,1129848290276167 Дж                       |
| фунт-сила-фут                                                | ft lbf                  | ≡ ɡ0 × 1 фунт × 1 фут | = 1,3558179483314004 Дж                       |

### Ємність
| Назва одиниці      | Символ | Визначення                                                                                       | Зв'язок із SI                    |
| ------------------ | ------ | ------------------------------------------------------------------------------------------------ | -------------------------------- |
| Фарад (Одиниця SI) | Ф; F   | Ємність конденсатора, за якої заряд 1 Кл створює між його обкладинками різницю потенціалів 1 B . | = 1 Ф = 1 Кл/В = 1 А2·с4/(кг·м2) |

### Індуктивність
| Назва одиниці      | Символ | Визначення                                                                                                  | Зв'язок із SI                    |
| ------------------ | ------ | --- | -------------------------------- |
| Генрі (одиниця SI) | Гн; H  | Коло має індуктивність 1 Гн, якщо зміна струму зі швидкістю 1 A в секунду створює ЕРС індукції, рівну 1 B . | = 1 Гн = 1 Вб/А = 1 кг·м2/(А·с)2 |

### Інформаційна ентропія
| Назва одиниці                             | Символ          | Визначення               | Зв'язок із SI              | Зв'язок із бітами    |
| ----------------------------------------- | --------------- | ------------------------ | -------------------------- | -------------------- |
| байт                                      | Б; B            | ≡ 8 біт                  | = 7,655952(13)×10−23 Дж/К  | = 23 біт             |
| біт                                       | біт; bit; b; Sh | ≡ ln(2) × kB             | = 9,569940(16)×10−24 Дж/К  | = 1 біт              |
| гардіт, діт, Гартлі (колишня назва — бан) | діт; ban; Hart  | ≡ ln 10 × kB             | = 3,1790653(53)×10−23 Дж/К |                      |
| кілобайт (десятковий)                     | Кбайт           | ≡ 1000 Б                 | = 7,655952(13) ×10−20 Дж/К | = 8000 біт           |
| кілобайт (кібібайт)                       | KB; КіБ         | ≡ 1024 B                 | = 7,839695(13) ×10−20 Дж/К | = 213 біт = 8192 біт |
| нат; nip; nepit                           | нат; nat        | ≡ log2e ≈ 1,443 біт ≡ kB | = 1,3806505(23)×10−23 Дж/К |                      |
| нібл, тетрада                             |                 | ≡ 4 біта                 | = 3,8279760(64)×10−23 Дж/К | = 22 біт             |
| одиниця SI                                | Дж/К; J/K       | ≡ Дж/К                   | = 1 Дж/К                   |                      |
| Шеннон                                    | Ш, Sh           | Те ж саме, що і біт      | = 9,569940(16)×10−24 Дж/К  | = 1 біт              |

### Каталітична активність
| Назва одиниці | Символ   | Визначення | Зв'язок із SI |
| ------------- | -------- | --- | ------------- |
| катал         | кат; kat | 1 кат дорівнює активності такого каталізатора, який прискорює швидкість хімічної реакції на 1 моль за секунду | = 1 моль/с    |

### Кількість речовини
| Назва одиниці | Символ    | Визначення | Зв'язок із SI                         |
| ------------- | --------- | --- | ------------------------------------- |
| Моль          | моль; mol | моль — це кількість речовини, що містить 6.02214076×1023 (число Авогадро) структурних елементів. Структурними елементами можуть бути атоми, молекули, іони, електрони або інші частинки чи певні групи частинок. | = 1 моль (основна одиниця системи SI) |

### Кінематична  в'язкість
| Назва одиниці                          | Символ     | Визначення  | Зв'язок із SI     |
| -------------------------------------- | ---------- | ----------- | ----------------- |
| квадратний фут в секунду               | ft2/s      | ≡ 1 фут2/с  | = 0,09290304 м2/с |
| квадратний метр в секунду (система SI) | м2/с; m2/s | ≡ 1 м2/с    | = 1 м2/с          |
| стокс (одиниця СГС)                    | Ст; St     | ≡ 10−4 м2/с | = 10−4 м2/с       |

### Магнітна індукція, густина магнітного потоку
| Назва одиниці      | Символ | Визначення          | Зв'язок із SI                  |
| ------------------ | ------ | ------------------- | ------------------------------ |
| гаус (система СГС) | Гс; G  | ≡ Мкс/см2 = 10−4 Тл | = 10−4 Тл                      |
| тесла (одиниця SI) | Тл; T  | ≡ Вб/m2             | = 1 Тл = 1 Вб/м2 = 1 кг/(А·с2) |

### Магнітний потік (потік магнітної індукції)
| Назва одиниці         | Символ  | Визначення | Зв'язок із SI    |
| --------------------- | ------- | --- | ---------------- |
| вебер (одиниця SI)    | Вб      | Зміна магнітного потоку через замкнутий контур зі швидкістю один вебер в секунду наводить в цьому контурі ЕРС, рівну 1 В . = 1 Вб = 1 В·с | = 1 кг·м2/(А·с2) |
| максвел (одиниця СГС) | Мкс; Mx | ≡ 10−8 Вб | = 10−8 Вб        |

### Маса
Примітки:
- Див. вага для розуміння різниці між масою и вагою.
- Іноді для фунта маси пишуть lbm, щоб відрізняти від фунта-сили (lbf). Не потрібно це сприймати як поєднання одиниць «фунт-метр».

| Назва одиниці                                    | Символ           | Визначення | Зв'язок із SI               |
| ------------------------------------------------ | ---------------- | --- | --------------------------- |
| ансир                                            |                  | Одна з одиниць вимірювання маси в Російській системі мір. ≈ 1 1/3 фунта або 128 золотників . |                             |
| атомна одиниця маси універсальна                 | а. е. м.; u; AMU | атомна одиниця маси - це одиниця маси, що дорівнює 1/12 маси атома ізотопа вуглецю 12С | ≈ 1,660538921(73)×10−27кг   |
| атомна одиниця маси                              | me               | Маса спокою електрона | ≈ 9,10938291(40)×10−31кг    |
| баржа                                            |                  | ≡ 22½ американських тонн | = 20411,65665 кг            |
| батман (I)                                       |                  | Старовинна азійська вагова одиниця, яка входила до Російської системи мір і використовувалася в деяких окремих місцевостях Російської імперії. В різних місцевостях і в різний час батман складав від 10 фунтів до пуда. Наприкінці XIX століття в Казанській губернії батманом називалась міра зернового хліба в 4½ пуда. |                             |
| безмен (I)                                       |                  | Старовинна російська одиниця вимірювання маси, що входила до Російської системи мір. Використовувалася на півночі Російської імперії та в Сибіру. ≡ 2½ фунта ≡ 5 гривенок ≡ 240 золотників ≡ 1/16 пуда. | = 1,022 кг                  |
| берковець (І)                                    |                  | Староруська одиниця вимірювання маси шведського походження. ≡ 10 пудів | ≈ 164 кг                    |
| вуглецева одиниця                                |                  | Те ж саме, що й атомна одиниця маси | ≈ 1,660538921(73)×10−27 кг  |
| гамма                                            | γ                | ≡ 1 мкг | = 1 мкг                     |
| гран (тройський) (I)                             | gr               | Гран — застаріла одиниця маси на основі середньої ваги ячмінного зерна. ≡ 1/7000 ев. фунтів | ≡ 64,79891 мг               |
| грав (І)                                         | gv               | Грав — початкова назва кілограма | ≡ 1 кг                      |
| гривня (І)                                       |                  | Гривня — вагова, грошово-вагова та грошово-рахункова одиниця Русі, Великого князівства Литовського, Королівства Польського та інших слов'янських країн, земель. В XII столітті гривня срібна важила близько 204 г. |                             |
| дальтон                                          | Да               | Те ж саме, що й атомна одиниця маси | ≈ 1,660538921(73)×10−27 кг  |
| доля (І)                                         |                  | Найдрібніша староруська одиниця вимірювання маси. ≡1/96 золотника | = 0,044435г                 |
| драм (драхма) (аптекарська міра; тройський)      | dr t             | ≡ 60 грейнів | = 3,8879346 г               |
| драхма (евердьюпойс)                             | dr av            | ≡ 2711/32 грейнів | = 1,7718451953125 г         |
| електронвольт                                    | еВ; eV           | ≡ 1 еВ (одиниця енергії) / c2 | = 1,78266184(45)×10−36 кг   |
| золотник (І)                                     |                  | Одиниця вимірювання маси Російської системи мір. Початково це слово означало золоту монету. ≡1/98 фунта. | = 4,26575417 г              |
| інерта або технічна одиниця маси (система МКГСС) | т. о. м.         | Одиниця вимірювання маси в системі МКГСС. 1 інерта - маса, якій сила 1 кгс надає прискорення 1 м/с². | = 9,80665 кг                |
| карат (англійський)                              | кар; ct; kt      | ≡ 31/6 gr | = 205,1965483 мг            |
| карат (метричний)                                | ct               | ≡ 200 мг | = 200 мг                    |
| кілограм                                         | кг; kg           | ≡ кілограм визначається через сталу Планка h, яка точно дорівнює 6.62607015×10−34 Дж⋅с (Дж = кг⋅м2⋅с−2), та визначення метра і секунди. | ≡ 1 кг (основна одиниця SI) |
| кілофунт                                         | kip              | ≡ 1000 фунтів | = 453,59237 кг              |
| лібра (давньоримська) (І)                        |                  | Давньоримська міра ваги (фунт) | = 327,45 г                  |
| лібра (староруська) (І)                          |                  | Староруська торгова міра ваги. ≡72 золотника | = 307,1 г                   |
| лот (І)                                          | лот              | Дометрична одиниця вимірювання маси в Німеччині та Російській імперії (в Російській імперії, очевидно, запозичена у Німеччини і використовувалася у другій половині XVIII — на початку XX століття). ≡ 1/32 фунта ≡ 3 золотника ≡ 288 долей                                                                                | = 12,79725 г                |
| мішок (кава)                                     |                  | ≡ 60 кг | = 60 кг                     |
| пенівейт                                         | dwt; pwt         | ≡ 1/20 тройської унції | = 1,55517384 г              |
| пуд                                              | пуд              | ≡ 40 фунтів ≡ 1280 лотів ≡ 3840 золотників ≡ 368 640 долей | = 16380,4964 г              |
| скрупул (аптекарський)                           | s ap             | ≡ 20 гран | = 1,2959782 г               |
| слаг; (geepound; hyl)                            | slug             | ≡ 1 ɡ0 × 1 ев. фунтів × 1 с2/фут | ≈ 14,593903 кг              |
| стоун (камінь)                                   | st               | Британська одиниця вимірювання маси. Історично стоун був одиницею ваги м'яса, сиру, овочів, шерсті, воску та подібних продуктів. ≡ 14 ев. фунтів | = 6,35029318 кг             |
| текс                                             | текс; tex        | маса одиниці довжини текстильної пряжі та ниток | = 10-6 кг · м-1             |
| тонна пробірна (довга)                           | AT               | ≡ 1 мг × 1 англійська тонна ÷ 1 тройська унція | = 32,6 г                    |
| тонна пробірна (коротка)                         | AT               | ≡ 1 мг × 1 американська тонна ÷ 1 тройськая унція | = 29,16 г                   |
| тонна англійська                                 | long tn or ton   | ≡ 20 довгих хандредвейтів ≡ 2240 торгових фунтів | = 1016,0469088 кг           |
| тонна американська                               | sh tn            | ≡ 20 коротких хандредвейтів ≡ 2000 торгових фунтів | = 907,18474 кг              |
| тонна (одиниця системи МТС)                      | т; t             | ≡ 1000 кг | = 1000 кг                   |
| унція (аптекарська; тройська)                    | oz t             | ≡ 1/12 тройського фунта | = 31,1034768 г              |
| унція (евердьюпойс)                              | oz av            | ≡ 1/16 фунта | = 28,349523125 г            |
| унція (США)                                      | oz               | Використовується для маркування продуктів харчування. ≡ 28 г | = 28 г                      |
| фунт (евердьюпойс)                               | ев. фунт         | ≡ 0,45359237 кг = 7000 гранів | ≡ 0,45359237 кг             |
| фунт (метричний)                                 |                  | ≡ 500 г | = 500 г                     |
| фунт (тройський)                                 | lb t             | ≡ 5760 гран | = 0,3732417216 кг           |
| гандредвейт (довгий)                             | long cwt или cwt | ≡ 112 ев. фунтів | = 50,80234544 кг            |
| гандредвейт (короткий)                           | sh cwt           | ≡ 100 ев. фунтів | = 45,359237 кг              |
| центнер (метричний)                              | ц; q             | Позасистемна одиниця вимірювання маси | = 100 кг                    |
| чверть (англійська)                              |                  | ≡ 1/4 довгого хандредвейта = 2 стоуна = 28 ев. фунтів | = 12,70058636 кг            |
| чверть (розмовний термін)                        |                  | ≡ 1/4 американської тонни | = 226,796185 кг             |
| чверть довга (розмовний термін)                  |                  | ≡ 1/4 англійської тонни | = 254,0117272 кг            |

### Момент сили
| Назва одиниці            | Символ             | Визначення                 | Зв'язок із SI               |
| ------------------------ | ------------------ | -------------------------- | --------------------------- |
| метр кілограм-сила       | м·кгс; м·кГ; m·kgf | ≡ ɡ0 × Н × м               | = 9,80665 Н·м               |
| ньютон-метр (одиниця SI) | Н·м; N·m           | ≡ Н × м = кг·м2/с2         | = 1 Н·м                     |
| фут-паундаль             | ft·pdl             | ≡ 1 фунт·фут2/с2           | = 4,21401100938048×10−2 Н·м |
| фунт-сила-дюйм           | in·lbf             | ≡ ɡ0 × 1 фунт × 1 дюйм     | = 0,1129848290276167 Н·м    |
| фунт-сила-фут            | ft·lbf             | ≡ ɡ0 × 1 фунт-сила × 1 фут | = 1,3558179483314004 Н·м    |

### Об'єм, місткість
| Назва одиниці                            | Символ        | Визначення | Зв'язок із SI                            |
| ---------------------------------------- | ------------- | --- | ---------------------------------------- |
| акр-дюйм                                 |               | ≡ 1 акр × 1 дюйм | = 102,79015312896 м3                     |
| акро-фут                                 | ac ft         | Використовується в США для вимірювання об'єму великих водойм з відомою площею (в акрах) та середньою глибиною (в футах). ≡ 1 акр × 1 фут = 43 560 футів3 | = 1233,48183754752 м3                    |
| барель (англійський)                     | bl (imp)      | ≡ 36 галонів (англійських) = 4,5 бушеля | = 0,16365924 м3                          |
| барель (нафтовий)                        | bl; bbl       | ≡ 42 галона (США) | = 0,158987294928 м3 ≈ 0,1364 тонни нафти |
| барель для рідини (США)                  | fl bl (US)    | ≡ 31+1⁄2 галона (CIF) | = 0,119240471196 м3                      |
| барель сухий (США)                       | bl (US)       | ≡ 105 сухих кварт (США) = 105⁄32 бушеля (США) | = 0,115628198985075 м3                   |
| бочка (мірна, сорокова) (І)              |               | Руська дометрична одиниця вимірювання об'єму. ≡ 40 відер ≡ 160 чвертів ≡ 400 штофів ≡ 4000 чарок ≡ 8000 шкаликів ≡ 800 горілчаних (пивних) пляшок ≡ 640 винних пляшок | = 0,49196 м3                             |
| Піпа (butt, pipe)                        |               | ≡ 126 галонів (винних) | = 0,476961884784 м3                      |
| бушель (англійський)                     | bu (imp)      | ≡ 4 пекам ≡ 8 галонам (англійським) ≡ 32 сухим квартам | = 0,03636872 м3                          |
| бушель (США, для сипучих тіл)            | bu (US lvl)   | ≡ 2150,42 дюйма3 | = 0,03523907016688 м3                    |
| бушель (сухий, з гіркою, США)            | bu (US)       | ≡ 1+1⁄4 бушеля (США) | = 0,0440488377086 м3                     |
| відро (англійське)                       | bkt           | ≡ 4 галона (англійських) | = 0,01818436 м3                          |
| відро (казенне) (І)                      |               | Руська дометрична одиниця вимірювання об'єму рідини. ≡ 1⁄40 бочки = 1⁄3 анкерка = 4 чверті = 8 або 10 штофів (кухлів) = 16 винних пляшок = 20 горілчаних пляшок = 100 чарок (соток) = 200 шкаликів | = 0,01818436 м3                          |
| в'язанка, корд (хмизу)                   |               | ≡ 8 футів × 4 фути × 4 фути | = 3,624556363776 м3                      |
| галон (англійський)                      | gal (imp)     | ≡ 4,54609 л | ≡ 4,54609×10−3 м3                        |
| галон (пива)                             | beer gal      | ≡ 282 дюйма3 | = 4,621152048×10−3 м3                    |
| галон рідкий, винний (США)               | gal (US)      | ≡ 231 дюйм3 | ≡ 3,785411784×10−3 м3                    |
| галон сухий (США)                        | gal (US)      | ≡ 1⁄8 бушеля (США) | = 4,40488377086×10−3 м3                  |
| гарнець (І)                              |               | Руська дометрична одиниця вимірювання об'єму сипких тіл (жита, крупи, борошна тощо) ≡ 1⁄64 чверті = 1⁄32 осьмини = 1⁄8 четверика. | = 0,00328 м3                             |
| джил (англійський)                       | gi (imp); nog | ≡ 5 рідких англійських унцій | = 142,0653125×10−6 м3                    |
| джил (США)                               | gi (US)       | ≡ 4 рідких унції США | = 118,29411825×10−6 м3                   |
| дошковий фут, бордфут                    | fbm           | Одиниця об'єму лісоматеріалів. ≡ 144 дюйми3 | ≡ 2,359737216×10−3 м3                    |
| драхма (або драм) рідка (англійська)     | fl dr         | ≡ 1⁄8 рідкої англійської унції | = 3,5516328125×10−6 м3                   |
| драм (або драхма) рідкий (США)           | fl dr         | ≡ 1⁄8 рідкої унції США | = 3,6966911953125×10−6 м3                |
| кадь                                     |               | Одиниця вимірювання об'єму зерна в Російській системі мір; використовувалась в XVI—XVII століттях і частково пізніше. 1 кадь = 2 половинки (половини) = 4 чверті = 8 осьмин = 839,69 л (= 14 московським пудам жита = 229,32 кг) Кадь, хлібна міра: тул. осмина, 4 четверика; перм. те саме, на вагу, 4 пуда; калузьк. костр. 3 четверика; влад. півосминника, 2 четверика. | = 839,69 л                               |
| кварта (англійська)                      | qt (imp)      | ≡ 1⁄4 англійського галона | = 1,1365225×10−3 м3                      |
| кварта суха (США)                        | qt (US)       | ≡ 1⁄32 бушеля США = 1⁄4 сухого галона США | = 1,101220942715×10−3 м3                 |
| кварта рідка (США)                       | qt (US)       | ≡ 1⁄4 рідкого галона США | = 946,352946×10−6 м3                     |
| крапля (англійська)                      | gtt           | ≡ 1⁄288 рідкої унції (англійської) | = 98,6564670138× 10−9 м3                 |
| коумб                                    |               | ≡ 4 бушеля (англійських) | = 0,14547488 м3                          |
| кордовий фут                             |               | ≡ 1⁄8корда ≡ 16 футів3 | = 0,453069545472 м3                      |
| корзинка (pottle); четвертинка (quarter) |               | ≡ 1⁄2 англійського галона = 80 рідких англійських унцій | = 2,273045×10−3 м3                       |
| корчага                                  |               | Великий глиняний горщик, ємність і міра виноградного вина в XII столітті (1146 р.). | ≈ 25 л                                   |
| косушка (І)                              |               | Руська дометрична одиниця вимірювання об'єму рідини. ≡ 1⁄40 відра ≡ 1⁄4 кухля ≡ 1⁄4 штофа ≡ 1⁄2 горілчаної пляшки ≡ 5 шкаликів | = 0,000307475 м3                         |
| крапля (англійська, альтернативна)       | gtt           | ≡ 1⁄1824 джіла (англійського) | ≈ 77,886684×10−9 м3                      |
| крапля (медична)                         |               | ≡ 0,9964⁄12 мл | = 83,03× 10−9 м3                         |
| крапля (медична)                         |               | ≡ 1⁄12 мл | = 83,3× 10−9 м3                          |
| крапля (метрична)                        |               | ≡ 1⁄20 мл | = 50,0×10−9 м3                           |
| крапля (США)                             | gtt           | ≡ 1⁄360 рідкої унції США | = 82,14869322916× 10−9 м3                |
| крапля (США, альтернативна)              | gtt           | ≡ 1⁄456 рідкої унції США | ≈ 64,85423149671×10−9 м3                 |
| крапля (США, альтернативна)              | gtt           | ≡ 1⁄576 рідкої унції США | ≈ 51,34293326823×10−9м3                  |
| кубічна морський сажень, фатом           | cu fm         | ≡ 1 м с. × 1 м с. | = 6,116438863872 м3                      |
| кубічний фут                             | фут3; cu ft   | ≡ 1 фут × 1 фут × 1 фут | ≡ 0,028316846592 м3                      |
| кубічний дюйм                            | дюйм3; cu in  | ≡ 1 дюйм × 1 дюйм × 1 дюйм | ≡ 16,387064×10−6 м3                      |
| кубічний метр (одиниця SI)               | м3            | ≡ 1 м × 1 м × 1 м | ≡ 1 м3                                   |
| кубічна миля                             | миля3; cu mi  | ≡ 1 миля × 1 миля × 1 миля | ≡ 4168181825,440579584 м3                |
| кубічний ярд                             | ярд3; cu yd   | ≡ 27 футів3 | ≡ 0,764554857984 м3                      |
| куль                                     |               | Давньоруська міра сипких тіл. В залежності від складу сипких тіл дорівнювала 5—9 пудам. |                                          |
| ласт                                     |               | ≡ 80 англійських бушелів | = 2,9094976 м3                           |
| літр                                     | л             | ≡ 1 дм3 | ≡ 0,001 м3                               |
| ложка дитяча або десертна (англійська)   |               | ≡ 1⁄12 джила (англійського) | = 11,8387760416× 10−6 м3                 |
| ложка дитяча або десертна                |               | ≡10 мл | = 10,0×10−5 м3                           |
| ложка столова (австралійська міра)       |               | | ≡ 20,0×10−6 м3                           |
| ложка столова (російська міра)           |               | | ≡ 18,0×10−6 м3                           |
| ложка столова (канадська міра)           | tbsp          | ≡ 1⁄2 рідкої англійської унції | = 14,20653125×10−6 м3                    |
| ложка столова (англійська міра)          | tbsp          | ≡ 5⁄8 рідкої англійської унції | = 17,7581640625×10−6 м3                  |
| ложка столова (метрична)                 |               | | ≡ 15,0×10−6 м3                           |
| ложка столова (США)                      | tbsp          | ≡ 1⁄2 рідкої унції США | = 14,78676478125×10−6 м3                 |
| ложка столова (США)                      | tbsp          | Використовується для маркування продуктів харчування. ≡ 15 мл | = 1,5×10−5 м3                            |
| ложка чайна (канадська міра)             | tsp           | ≡ 1⁄6 рідкої англійської унції | = 4,735510416× 10−6 м3                   |
| ложка чайна (англійська міра)            | tsp           | ≡ 1⁄24 англійського джіла | = 5,91938802083× 10−6 м3                 |
| ложка чайна (метрична)                   | ч.л.          | ≡ 5 мл | = 5,0×10−6 м3                            |
| ложка чайна (США)                        | tsp           | ≡ 1⁄6 рідкої унції США | = 4,92892159375×10−6 м3                  |
| ложка чайна (США)                        | tsp           | Використовується для маркування продуктів харчування. ≡ 5 мл | = 5×10−6 м3                              |
| лоуд (load)                              |               | ≡ 50 футів3 | = 1,4158423296 м3                        |
| лямбда                                   | λ             | Застосовується в хімії та медицині для вимірювання малих об'ємів. ≡ 1 мм3 | = 1×10−9 м3                              |
| маленьке барильце                        |               | ≡ 9 галонів (англійських) | = 0,04091481 м3                          |
| маленький стакан (pony)                  |               | ≡ 3⁄4 рідкої унції США | = 22,180147171875×10−6 м3                |
| метрета (І)                              |               | Давньогрецька міра об'єму. Рівна приблизно 39,39 л |                                          |
| мішок (sack, англійський; bag)           |               | ≡ 3 англійських бушеля | = 0,10910616 м3                          |
| мішок (США)                              |               | ≡ 3 бушеля США | = 0,10571721050064 м3                    |
| мінім (англійський)                      | min           | Аптечна одиниця вимірювання в Британській імперській та Американській системах мір для рідин. ≡ 1⁄480 рідкої англійської унції = 1/60 рідкої англійської драхми | = 59,1938802083× 10−9 м3                 |
| мінім (США)                              | min           | ≡ 1⁄480 рідкої унції США = 1⁄60 рідкої драхми США | = 61,611519921875×10−9 м3                |
| напівбарильце                            |               | ≡ 18 англійських галонів | = 0,08182962 м3                          |
| осьмина (осьминник)                      |               | Староруська одиниця вимірювання об'єму сипких тіл та площі ≡ 1⁄2 чверті | = 0,104956 м3                            |
| пек сухий (США)                          | pk            | ≡ 1⁄4 бушеля США | = 8,80976754172×10−3 м3                  |
| пек (англійський)                        | pk            | ≡ 2 англійських галони | = 9,09218×10−3 м3                        |
| пінта (англійська)                       | pt (imp)      | ≡ 1⁄8 англійського галона | = 568,26125×10−6 м3                      |
| пінта суха (США)                         | pt (US dry)   | ≡ 1⁄64 бушеля (США) ≡ 1⁄8 сухого галона США | = 550,6104713575×10−6 м3                 |
| пінта рідка (США)                        | pt (US fl)    | ≡ 1⁄8 галона США | = 473,176473×10−6 м3                     |
| пуз (I)                                  |               | Старовинна новгородська міра сипучих тіл. Один пуз жита дорівнював 2¼ пуда. Один пуз солі — 4½ пуда. |                                          |
| пляшка (пивна, торгова, напівштоф) (І)   |               | Російська дометрична одиниця вимірювання об'єму рідини. З'явилась за Петра I ≡ 1⁄20 відра ≡ 1⁄2 десятерикового штофа | = 0,00061495 м3                          |
| пляшка, одна п'ята (США)                 |               | ≡ 1⁄5 галона США | = 757,0823568×10−6 м3                    |
| пляшка (винна, мірна) (І)                |               | Російська дометрична одиниця вимірювання об'єму рідини. З'явилась за Петра I ≡ 1⁄16 відра ≡ 1⁄2 осьмерикового штофа | = 0,0007686875 м3                        |
| перч                                     | per           | ≡ 16+1⁄2 фута × 1+1⁄2 фута × 1 фут | = 0,700841953152 м3                      |
| пучка (pinch) (англійська)               |               | ≡ 1⁄192 англійського джіла = ⅛ чайної ложки (англійської) | = 739,92350260416× 10−9 м3               |
| пучка (pinch) (США)                      |               | ≡ 1⁄48 рідкої унції США = 1⁄8 чайної ложки (США) | = 616,11519921875×10−9 м3                |
| скрупул рідкий (англійський)             | fl s          | Аптекарська міра об'єму. ≡ 1⁄24 рідкої англійської унції | = 1,18387760416× 10−6 м3                 |
| стопка (Російська Федерація)             |               | 50-100мл | от 0,50×10−4 м3 до 1,0×10−4 м3           |
| стопка (США)                             |               | ≡ 1+1⁄2 рідкої унції США | ≈ 44,36×10−6 м3                          |
| страйк (англійський)                     |               | ≡ 2 англійських бушеля | = 0,07273744 м3                          |
| страйк (США)                             |               | ≡ 2 бушеля США | = 0,07047814033376 м3                    |
| тонна водотонажна                        |               | ≡ 35 футів3 | = 0,99108963072 м3                       |
| тонна обмірна, фрахтова                  |               | ≡ 40 футів3 | = 1,13267386368 м3                       |
| тонна регістрова                         |               | ≡ 100 футів3 | = 2,8316846592 м3                        |
| унція рідка (англійська)                 | fl oz (imp)   | ≡ 1⁄160 англійського галона | ≡ 28,4130625×10−6 м3                     |
| унція рідка (США)                        | US fl oz      | ≡ 1⁄128 галона США | ≡ 29,5735295625×10−6 м3                  |
| унція рідка (США)                        | US fl oz      | Використовується для маркування продуктів харчування. ≡ 30 мл | ≡ 3×10−5 м3                              |
| оксофт                                   | hhd (imp)     | Міра ваги та об'єму рідини, а також назва дерев'яних барилець розміром з голову кабана. ≡ 2 англійських барелі | = 0,32731848 м3                          |
| хогсхед (США)                            | hhd (US)      | ≡ 2 рідких барелі США | = 0,238480942392 м3                      |
| цебр (І)                                 |               | Старовинна руська одиниця об'єму. ≈ відру |                                          |
| чарка (І)                                |               | Руська дометрична одиниця вимірювання об'єму рідин. ≡ 1⁄100 відра ≡ 2 шкалика | = 0,00012299 м3                          |
| чашка (для сніданку)                     |               | Використовується в кондитерських рецептах. ≡ 10 рідких унцій (англійських) | = 284,130625×10−6 м3                     |
| чашка (канадська)                        | c (CA)        | ≡ 8 рідких унцій (англійських) | = 227,3045×10−6 м3                       |
| чашка (метрична)                         | чашка, c      | ≡ 250,0×10−6 м3 | = 250,0×10−6 м3                          |
| чашка (США)                              | c (US)        | ≡ 8 рідких унцій (США) ≡ 1⁄16 галона (США) | = 236,5882365×10−6 м3                    |
| чвертка                                  |               | 250 мл | 0,25×10−3 м3                             |
| четверик (сипучих тіл) (І)               |               | Російська одиниця вимірювання об'єму сипучих тіл (суха місткість) в XV—XX століттях. ≡ 1⁄4 осьминника ≡ 1⁄8 чверті ≡ 8 гарнців | = 0,02624 м3                             |
| четвертинка (quarter); баддя (pail)      |               | ≡ 8 англійських бушелів | = 0,29094976 м3                          |
| чверть, четь (сипучих тіл) (І)           |               | ≡ 2 осьмини ≡ 8 четвериків ≡ 64 гарнця | = 0,20966 м3                             |
| чверть, четь (рідка)                     |               | Міра використовувалась за продажу головним чином вино-горілчаної продукції і поділялась на 5 горілчаних та 4 винних пляшки. ≡ 1⁄4 відра | = 0,0030748 м3                           |
| штоф (І)                                 |               | Руська дометрична одиниця вимірювання об'єму. ≡ 1⁄10 відра = 10 чарок | = 0,0012299 м3                           |
| шкалик (I)                               |               | Застаріла одиниця вимірювання об'єму рідини, а також посудина відповідного об'єму. ≡ 1⁄200 відра = 1⁄2 чарки | = 0,0000615 м3                           |

### Оптична сила
| Назва одиниці | Символ | Визначення                                             | Зв'язок із SI |
| ------------- | ------ | ------------------------------------------------------ | ------------- |
| діоптрія      | дптр   | 1 дптр - оптична сила системи з фокусною відстанню 1 м | = 1 м-1       |

### Освітленість
| Назва одиниці            | Символ           | Визначення | Зв'язок із SI     |
| ------------------------ | ---------------- | --- | ----------------- |
| люкс (одиниця SI)        | лк; lx           | 1 люкс - це освітленість світловим потоком 1 лм, рівномірно розподіленим по поверхні площею 1 м²                                                                        | = 1 лк = 1 лм/м2  |
| люмен на квадратний дюйм | лм/дюйм2; lm/in2 | ≡ лм/дюйм2 | ≈ 1550,0031 лк    |
| фот (СГС)                | фот; ph          | Застаріла одиниця, яка фактично ніде не застосовується. Має лише історичний інтерес. ≡ лм/см2                                                                           | = 104 лк          |
| фут-свіча;               | fc               | Загальна інтенсивність світла, що падає на квадратний фут від джерела світла 1 свіча. Термін застосовується в США для опису чутливості в технічних параметрах. ≡ lm/ft2 | = 10,763910417 лк |

### Площа
| Назва одиниці                              | Символ       | Визначення | Зв'язок із SI                          |
| ------------------------------------------ | ------------ | --- | -------------------------------------- |
| акр (міжнародний)                          | акр; ac      | ≡ 4840 квадратних ярдів | ≡ 4046,8564224 м2                      |
| акр (геодезрий, США)                       | ac           | ≡ 10 квадратних чейнів = 4840 квадратних ярдів | ≈ 4046,873 м2                          |
| ар                                         | а            | Відома також як "сотка" ≡ 100 м2 | = 100 м2                               |
| барн                                       | б; бн; b     | Позасистемна одиниця вимірювання площі в ядерній фізиці для вимірювання ефективного перерізу ядерних реакцій ≡ 100 фм2 | = 10−28 м2                             |
| віргата                                    |              | ≡ 1⁄4 гайди ≈ 30 акрів (в різних регіонах англосаксонської Британії від 20 до 70 акрів) | ≈ 1,2×105 м2                           |
| гайда                                      |              | Одиниця вимірювання земельних ділянок в англосаксонській Британії, рівна земельній ділянці, достатній для утримання однієї сім'ї вільного селянина. ≈ 120 акрів (змінюється)                                                                                         | ≈ 5×105 м2                             |
| гектар                                     | га; ha       | Позасистемна одиниця вимірювання площі, рівна площі квадрата зі стороною 100 м ≡ 10000 м2 ≡ 100 ар ≡ 100 соток | ≡ 10000 м2                             |
| гунта(Індія, Пакистан)                     |              | Індія ≡ 121 кв. ярдів Пакистан ≡ 120 кв. ярдів | Індія ≈ 101,17 м2                      |
| декар                                      |              | Болгарський аналог дунама ≡ 1000 м2 | = 1000 м2                              |
| десятина (казенна)                         |              | Давньоруська одиниця земельної площі. Десятина мала вигляд прямокутника зі сторонами 80 і 30 («тридцятка») або 60 і 40 («сороковка») сажнів. ≡ 2400 квадратних сажнів = 109,25 сотки = 1,09 га                                                                       | = 10 925 м2                            |
| десятина (господарська коса)               |              | Давньоруська одиниця вимірювання земельної площі. ≡ 80 × 40 = 3200 квадратних сажнів = 145,67 сотки | = 14 566,7 м2                          |
| десятина (господарська кругла)             |              | Давньоруська одиниця земельної площі. ≡ 60 × 60 = 3600 квадратних сажнів = 163,875 сотки | = 16 387,5 м2                          |
| десятина (сотенна)                         |              | Давньоруська одиниця земельної площі. ≡ 100 × 100 = 10 000 квадратних сажнів = 455,208 сотки | = 45 520,8 м2                          |
| доля (section)                             |              | ≡ 1 миля × 1 миля | = 2,589988110336×106 м2                |
| дошка (board)                              | bd           | ≡ 1 дюйм × 1 фут | = 7,74192×10−3 м2                      |
| дунам                                      |              | ≡ 1000 м2 | = 1000 м2                              |
| квадрат                                    |              | ≡ 10 футів × 10 футів | = 9,290304 м2                          |
| квадратна міра (міжнародна)                | sq ch        | ≡ 66 футів × 66 футів = 1⁄10 акра | ≡ 404,68564224 м2                      |
| квадратна міра (США)                       | sq ch        | ≡ 66 футів (США) × 66 футів (США) = 1⁄10 акра США | ≈ 404,6873 м2                          |
| квадратний фут                             | фут2; sq ft  | ≡ 1 фут × 1 фут | ≡ 9,290304×10−2 м2                     |
| квадратний фут (США)                       | sq ft        | ≡ 1 фут (США) × 1 фут (США) | ≈ 9,2903411613275×10−2 м2              |
| квадратний дюйм                            | sq in        | ≡ 1 дюйм × 1 дюйм | ≡ 6,4516×10−4 м2                       |
| квадратний кілометр                        | км2; km2     | ≡ 1 км × 1 км | = 106 м2                               |
| квадратний лінк (Гунтера, міжнародний)     | sq lnk       | ≡ 1 лінк × 1 лінк ≡ 0,66 фута × 0,66 фута | = 4,0468564224×10−2 м2                 |
| квадратний лінк (Гунтера, США)             | sq lnk       | ≡ 1 лінк × 1 лінк ≡ 0,66 фута (США) × 0,66 фута (США) | ≈ 4,046872×10−2 м2                     |
| квадратний лінк (Рамсдена)                 | sq lnk       | ≡ 1 лінк × 1 лінк ≡ 1 фут × 1 фут | = 0,09290304 м2                        |
| квадратний метр (одиниця SI)               | м2; m2       | Площа квадрату зі стороною в один метр | = 1 м2                                 |
| квадратний міл                             | міл2; sq mil | ≡ 1 міл × 1 міл | = 6,4516×10−10 м2                      |
| квадратна миля                             | миля2; sq mi | ≡ 1 миля × 1 миля | = 2,589988110336×106 м2                |
| квадратна миля (США)                       | миля2; sq mi | ≡ 1 миля (США) × 1 миля (США) | ≈ 2,58999847×106 м2                    |
| квадратний род/поль/перч                   | род2; sq rd  | ≡ 1 род × 1 род | = 25,29285264 м2                       |
| квадратний ярд (square yard) (міжнародний) | ярд2; sq yd  | ≡ 1 ярд × 1 ярд | ≡ 0,83612736 м2                        |
| корд                                       |              | ≡ 192 дошки | = 1,48644864 м2                        |
| круговий дюйм                              | circ in      | ≡ π⁄4 кв. дюйма | ≈ 5,067075×10−4 м2                     |
| круговий міл                               | circ mil     | ≡ π⁄4 міл2 | ≈ 5,067075×10−10 м2                    |
| куерда (Пуерто-Рико)                       | cda          | Термін куерда стосується різних одиниць вимірювання в іспаномовних країнах і може означати довжину, площу, об'єм (Іспанія, Пуерто-Рико, Гватемала, Куба, Парагвай). ≡ 0,971222 акра                                                                                  | ≡ 3930,395625 м2                       |
| обжа (І)                                   |              | Одиниця площі для поземельного податку в Новгородській землі в XV—XVI століттях. ≡ 10 чвертей або 5 десятин = 1⁄3 сохи (новгородської). | ≈ 54 627 м2                            |
| осьминник (осьмина) (І)                    |              | Старовинна руська одиниця вимірювання об'єму сипких тіл і площі≡ 1⁄8 десятини | = 1365,675м2                           |
| руд                                        | ro           | ≡ 1⁄4 акра | = 1011,7141056 м2                      |
| сотка                                      | а            | Те ж саме, що і «ар» ≡ 100 м2 | = 100 м2                               |
| соха (І)                                   |              | Одиниця податного окладу на Русі з XIII по XVII століття. Старовинне позначення одиниці окладу. Розрізняли кілька видів сохи: служи́ла — 800 чвертей, церко́вна — 600 чвертей, чорна — 400 чвертей. Соха ділилась на чверті, приблизно рівні 2731,35 м² = 0,273135 га. | ≈ 400, 600 або 800×2731,35 м2          |
| стремма                                    |              | Грецька одиниця земельної площі. ≡ 1000 м2 | = 1000 м2                              |
| тауншип                                    |              | Ділянка державного межування, трапеція з нижньою основою і боковими сторонами, рівними шести милям ≡ 36 миль2 (США) | ≈ 9,323994×107 м2                      |
| чверть (І)                                 |              | Міра площі орних земель в давньоруській системі мір, на яку ділилась "соха". В залежності від величини десятини складала 1200, 1600 и 1250 квадратних сажнів | = 5462,7 м2 для 1200 квадратних сажнів |
| шед (shed)                                 |              | ≡10−24 барна ≡ 10−52 м2 | = 10−52 м2                             |

### Площинний кут
| Назва одиниці         | Символ   | Визначення                                                         | Зв'язок із SI                                                         |
| --------------------- | -------- | ------------------------------------------------------------------ | --------------------------------------------------------------------- |
| град (гон)            | гон; gon | ≡ 1⁄400 оберта ≡ π⁄200 рад ≡ 0,9°                                  | ≈ 15,707963×10−3 рад                                                  |
| градус дуги           | °        | ≡ 1⁄360 оберта ≡ π⁄180 рад                                         | ≈ 17,453293×10−3 рад                                                  |
| хвилина дуги          | ′        | ≡ 1°⁄60                                                            | ≈ 0,290888×10−3 рад                                                   |
| хвилина дуги метрична | ′        | ≡ 1⁄100 град                                                       | ≈ 0,157080×10−3 рад                                                   |
| секунда дуги          | ′′       | ≡ 1°⁄3600                                                          | ≈ 4,848137×10−6 рад                                                   |
| секунда дуги метрична | ′′       | ≡ 1⁄10000 град                                                     | ≈ 1,570796×10−6рад                                                    |
| квадрант              |          | 1⁄4 частина оберта; прямий кут. ≡ 90°                              | ≈ 1,570796 рад                                                        |
| оберт                 |          |                                                                    | = 2π рад                                                              |
| октант                |          | 1⁄8 частина оберта. ≡ 45°                                          | ≈ 0,785398 рад                                                        |
| радіан (одиниця SI)   | рад      | Частина оберта, що відповідає дузі, довжина якої рівна її радіусу. | = 1 рад                                                               |
| румб                  |          | ≡ 1⁄32 оберта = 11,25 °. Одиниця вимірювання кутів в мореплавстві. | = π⁄16 рад                                                            |
| секстант              |          | 1⁄6 частина оберта. ≡ 60°                                          | ≈ 1,047198 рад                                                        |
| sign                  |          | ≡ 30°                                                              | ≈ 0,523599 рад                                                        |
| тисячна               | мк       | Одиниця вимірювання кутів в артилерії                              | СССР: ≡2π⁄6000 ≈ 1,047198×10−3 рад НАТО: ≡2π⁄6400 ≈ 0,981748×10−3 рад |

### Потік (об'ємна витрата)
| Назва одиниці                         | Символ     | Визначення     | Зв'язок із SI           |
| ------------------------------------- | ---------- | -------------- | ----------------------- |
| галон (рідкий США) за год             | GPH        | ≡ 1 галон/год  | = 1,051503273×10−6 м3/с |
| галон (рідкий США) за добу            | GPD        | ≡ 1 галон/добу | = 4,381263638×10−8 м3/с |
| галон (рідкий США) за хвилину         | GPM        | ≡ 1 галон/хв   | = 6,30901964×10−5 м3/с  |
| кубічний дюйм за хвилину              | in3/min    | ≡ 1 дюйм3/хв   | = 2,7311773×10−7 м3/с   |
| кубічний дюйм за секунду              | in3/s      | ≡ 1 дюйм3/с    | = 1,6387064×10−5 м3/с   |
| кубічний метр за секунду (одиниця SI) | м3/с; m3/s | ≡ 1 м3/с       | = 1 м3/с                |
| кубічний фут за хвилину               | CFM        | ≡ 1 фут3/хв    | = 4,719474432×10−4 м3/с |
| кубічний фут за секунду               | ft3/s      | ≡ 1 фут3/с     | = 0,028316846592 м3/с   |
| літр за хвилину                       | л/хв; LPM  | ≡ 1 л/хв       | = 1,6×10−5 м3/с         |

### Потужність, питомий тепловий потік, потік випромінювання
| Назва одиниці                                      | Символ         | Визначення                                                                                                | Зв'язок із SI                          |
| -------------------------------------------------- | -------------- | --- | -------------------------------------- |
| атмосфера-кубічний сантиметр за хвилину            | atm ccm        | ≡ 1 атм × 1 см3/хв                                                                                        | = 1,68875×10−3 Вт                      |
| атмосфера-кубічний сантиметр за секунду            | atm ccs        | ≡ 1 атм × 1 см3/с                                                                                         | = 0,101325 Вт                          |
| атмосфера-кубічний фут за хвилину                  | atm cfm        | ≡ 1 атм × 1 фут3/хв                                                                                       | = 47,82007468224 Вт                    |
| атмосфера-кубічний фут за секунду                  | atm cfs        | ≡ 1 атм × 1 фут3/с                                                                                        | = 2,8692044809344×103 Вт               |
| атмосфера-кубічний фут за годину                   | atm cfh        | ≡ 1 атм × 1 фут3/год                                                                                      | = 0,79700124704 Вт                     |
| атмосфера-літр за хвилину                          | L·atm/min      | ≡ 1 атм × 1 л/хв                                                                                          | = 1,68875 Вт                           |
| атмосфера-літр за секунду                          | L·atm/s        | ≡ 1 атм × 1 л/с                                                                                           | = 101,325 Вт                           |
| БТО (міжнародна) за секунду                        | BTUIT/s        | ≡ 1 BTUIT/с                                                                                               | = 1,05505585262×103 Вт                 |
| БТО (міжнародна) за хвилину                        | BTUIT/min      | ≡ 1 БТЕIT/хв                                                                                              | ≈ 17,584264 Вт                         |
| БТО (міжнародна) за годину                         | BTUIT/h        | ≡ 1 БТЕIT/год                                                                                             | ≈ 0,293071 Вт                          |
| ват (одиниця SI)                                   | Вт; W          | потужність, за якої за секунду виділяється один джоуль енергії .                                          | = 1 Вт = 1 Дж/с = 1 Н·м/с = 1 кг·м2/с3 |
| калорія (міжнародна) за секунду                    | кал/с; calIT/s | ≡ 1 кал/с                                                                                                 | = 4,1868 Вт                            |
| кінська сила (котлова)                             | к. с.; hp      | ≈ 34,5 фунт/год × 970,3 БТЕIT/фунт                                                                        | ≈ 9809,5 Вт                            |
| кінська сила (європейська електрична)              | к. с.; hp      | ≡ 75 кфут·м/с                                                                                             | = 736 Вт                               |
| кінська сила (електрична)                          | к. с.; hp      | ≡ 746 Вт                                                                                                  | = 746 Вт                               |
| кінська сила (механічна)                           | к. с.; hp      | ≡ 550 фут·фунт-сила/с                                                                                     | = 745,69987158227022 Вт                |
| кінська сила (метрична)                            | к. с.; hp; PS  | ≡ 75 м·кгс/с                                                                                              | = 735,49875 Вт                         |
| люсек                                              | lusec          | Підвищення тиску на 0,001 мм рт. ст. за секунду в об'ємі 1 л ≡ 1 л·мкмHg/с                                | ≈ 1,333×10−4 Вт                        |
| понселе                                            | p              | ≡ 100 м·кгс/с                                                                                             | = 980,665 Вт                           |
| пряме еквівалентне випромінювання квадратного фута | sq ft EDR      | Теплова радіація, виражена в термах з квадратного фута поверхні парового радіатора. ≡ 240 БТЕIT/год       | ≈ 70,337057 Вт                         |
| тонна охолодження                                  |                | ≡ потужність, необхідна для плавлення 2000 фунтів (короткої тонни) льоду за 24 години за температури 0 °C | ≈ 3504 Вт                              |
| фунт-сила-фут за годину                            | ft·lbf/h       | ≡ 1 фут·фунт/год                                                                                          | ≈ 3,766161×10−4 Вт                     |
| фунт-сила-фут за хвилину                           | ft·lbf/min     | ≡ 1 фут·фунт/хв                                                                                           | = 2,259696580552334×10−2 Вт            |
| фунт-сила-фут за секунду                           | ft·lbf/s       | ≡ 1 фут·фунт/с                                                                                            | = 1,3558179483314004 Вт                |
| ерг за секунду                                     | эрг/с; erg/s   | ≡ 1 ерг/с                                                                                                 | = 10−7 Вт                              |

Спеціальні назви одиниці потужності: назва вольт-ампер (позначення “ВА”), якщо вона використовується для вираження повної потужності змінного електричного струму, та вар (позначення “вар”), якщо вона використовується для вираження реактивної електричної потужності.

### Прискорення
| Назва одиниці                           | Символ      | Визначення                                              | Зв'язок із SI       |
| --------------------------------------- | ----------- | ------------------------------------------------------- | ------------------- |
| гал                                     | Гал; Gal    | Одиниця вимірювання прискорення в системі СГС ≡ 1 см/с2 | = 10−2 м/с2         |
| дюйм на хвилину - секунду               | ipm/s       | ≡ 1 дюйм/(хв·с)                                         | = 4,23× 10−4 м/с2   |
| дюйм на секунду в квадраті              | ips2        | ≡ 1 дюйм/с2                                             | = 2,54×10−2 м/с2    |
| метр на секунду в квадраті (одиниця SI) | м/с2; m/s2  | ≡ 1 м/с2                                                | = 1 м/с2            |
| миля на хвилину - секунду               | mpm/s       | ≡ 1 миля/(хв·с)                                         | = 26,8224 м/с2      |
| миля на секунду в квадраті              | mps2        | ≡ 1 миля/с2                                             | = 1,609344×103 м/с2 |
| миля на год - секунду                   | mph/s       | ≡ 1 миля/(год·с)                                        | = 4,4704×10−1 м/с2  |
| вузол за секунду                        | вуз/с; kn/s | ≡ 1 вуз/с                                               | ≈ 5,14× 10−1 м/с2   |
| прискорення вільного падіння            | ɡ0          | ≡ 9,80665 м/с2                                          | = 9,80665 м/с2      |
| фут на год - секунду                    | fph/s       | ≡ 1 фут/(год·с)                                         | = 8,46× 10−5 м/с2   |
| фут на хвилину - секунду                | fpm/s       | ≡ 1 фут/(хв·с)                                          | = 5,08×10−3 м/с2    |
| фут на секунду в квадраті               | fps2        | ≡ 1 фут/с2                                              | = 3,048×10−1 м/с2   |

### Радіація — вплив
| Назва одиниці | Символ | Визначення            | Зв'язок із SI     |
| ------------- | ------ | --------------------- | ----------------- |
| рентген       | Р; R   | 1 Р ≡ 2,58×10−4 Кл/кг | = 2,58×10−4 Кл/кг |

Рентген не є одиницею системи SI і її подальше використання не рекомендується .

### Радіація — еквівалентна доза
| Назва одиниці | Символ   | Визначення                                                                                           | Зв'язок із SI             |
| ------------- | -------- | --- | ------------------------- |
| бер           | бер; rem | Застаріла позасистемна одиниця вимірювання еквівалентної дози іонізаційного випромінювання ≡ 0,01 Зв | = 0,01 Зв = 1 сантизіверт |
| зіверт (SI)   | Зв; Sv   | ≡ 1 Дж/кг                                                                                            | = 1 Зв                    |

Хоча визначення зіверта і грея  видаються однаковими, оскільки стосуються однакових величин, це не так. Ефект отримання певної дози радіації (в зівертах) залежить від багатьох факторів, так що потрібна відповідна одиниця для вимірювання біологічного впливу цієї дози радіації на організм. Зв'язок між поглиненою і еквівалентною дозою дається формулою
H = Q · D,
де H — еквівалентна доза, D — поглинена доза, а Q — безрозмірнісний множник (коефіцієнт якості випромінювання). Таким чином, для будь-якої величини D в греях числове значення H в зівертах може відрізнятися.

### Радіація — поглинена доза (іонізуючого випромінювання), питома передана енергія, керма
| Назва одиниці | Символ   | Визначення         | Зв'язок із SI           |
| ------------- | -------- | ------------------ | ----------------------- |
| грей (SI)     | Гр; Gy   | ≡ 1 Дж/кг = 1м2/с2 | = 1 Гр                  |
| рад           | рад; rad | ≡ 0,01 Гр          | = 0,01 Гр = 1 сантигрей |

### Світловий потік
| Назва одиниці | Символ | Визначення                                                                                       | Зв'язок із SI    |
| ------------- | ------ | ------------------------------------------------------------------------------------------------ | ---------------- |
| Люмен (SI)    | лм     | 1 люмен — світловий потік, що випускає точкове джерело в тілесному куті 1 ср за сили світла 1 кд | = 1 лм = 1 кд·ср |

### Сила, вага
| Назва одиниці                      | Символ               | Визначення | Зв'язок із SI            |
| ---------------------------------- | -------------------- | --- | ------------------------ |
| атомна одиниця сили                |                      | ≡ me·α2·c2/a0 | ≈ 8,23872206×10−8 Н      |
| дина (одиниця СГС) (діна)          | дин; dyn             | ≡ г·см/с2 | = 10−5 Н                 |
| кілограм-сила; сила тяжіння; force | кгс; кГ; kgf; kp; kG | ≡ ɡ0 × 1 кг | = 9,80665 Н              |
| кіп                                | kip; kipf; klbf      | ≡ ɡ0 × 1000 фунтів | = 4,4482216152605×103 Н  |
| міліграв-сила                      | mgvf; mGV            | ≡ ɡ0 × 1 г | = 9,80665 мН             |
| ньютон (одиниця SI)                | Н; N                 | Із другого закону Ньютона визначається як сила, що змінює за 1 секунду швидкість тіла масою 1 кг на 1 м/с в напрямку дії сили . | = 1 N = 1 кг·м/с2        |
| паундаль; фунтал                   | pdl                  | ≡ 1 фунт·фут/с2 | = 0,138254954376Н        |
| стен (одиниця МТС)                 | сн; sn               | ≡ 1 т·м/с2 | = 103 Н                  |
| тонна-сила англійська              | tnf                  | ≡ ɡ0 × 1 американська тонна (маса)                                                                                              | = 9,96401641818352×103 Н |
| тонна-сила коротка (американська)  | tnf                  | ≡ ɡ0 × 1 коротка тонна (маса)                                                                                                   | = 8,896443230521×103 Н   |
| унція-сила                         | ozf                  | ≡ ɡ0 × 1 унція | = 0,27801385095378125 Н  |
| фунт-сила                          | lbf                  | ≡ ɡ0 × 1 фунт | = 4,4482216152605 Н      |

Див. також: Перетворення одиниць ваги (сили) і маси

### Сила світла
| Назва одиниці                  | Символ | Визначення | Зв'язок із SI |
| ------------------------------ | ------ | --- | ------------- |
| кандела (основна одиниця SI)   | кд     | Кандела - це сила світла в заданому напрямку від джерела, яке випромінює монохромне випромінювання частотою 540·10-12 Гц, енергетична сила світла якого в цьому напрямку становить 1/683 Вт/ср. | = 1 кд        |
| свіча (нова одиниця)           | кд     | ≡ кд. Використання не рекомендується через її неоднозначність. | = 1 кд        |
| свіча (стара одиниця, до 1948) | кд     | Визначення різне, одиниця погано відтворюється. Приблизно 0,981 кд. | ≈ 0,981 кд    |

### Сила електричного струму
| Назва одиниці              | Символ         | Визначення | Зв'язок із SI      |
| -------------------------- | -------------- | --- | ------------------ |
| абампер; (одиниця СГСМ)    | абампер; abamp | Те ж саме, що й Біо. ≡ 10 А | = 10 А             |
| ампер (основна одиниця SI) | А; A           | ≡ ампер визначений шляхом фіксації числового значення елементарного заряду рівним точно 1,602 176 634× 10−19, коли він виражений одиницею Кл, яка рівна А·с, де секунда визначена через частоту {\displaystyle \Delta \nu _{\mathrm {Cs} }} випромінювання, що відповідає переходу між двома надтонкими рівнями основного стану атома цезію-133. | = 1 А = 1 Кл/с     |
| біо (СГСМ)                 |                | Одиниця вимірювання сили електричного струму в системі СГСМ | = 10 А             |
| статампер (одиниця СГСЕ)   | esu/s          | ≡ 0,1 (А·м/с)/c | ≈ 3,335641×10−10 А |

### Температура
| Назва одиниці                | Символ      | Визначення | Зв'язок із SI                        |
| ---------------------------- | ----------- | --- | ------------------------------------ |
| градус Цельсія               | °C          | Похідна одиниця системи SI для вимірювання температури за шкалою Цельсія. [°C] ≡ [K] − 273,15 | [K] ≡ [°C] + 273,15                  |
| градус Деліля                | °Д; °D; °De | | [K] = 373,15 − [°De] × 2/3           |
| градус Фаренгейта            | °F          | [°F] ≡ [°C] × 9/5 + 32 | [K] ≡ ([°F] + 459,67) × 5/9          |
| градус Ньютона               | °N          | | [K] = [°N] × 100/33 + 273,15         |
| градус Ранкіна               | °R;         | [°R] ≡ [K] × 9/5 | [K] ≡ [°R] × 5/9                     |
| градус Реомюра               | °Ré         | | [K] = [°Ré] × 5/4 + 273,15           |
| градус Ремера                | °Rø         | | [K] = ([°Rø] − 7,5) × 40/21 + 273,15 |
| Regulo Gas Mark              | GM;         | [°F] ≡ [GM] × 25 + 300 | [K] ≡ [GM] × 125/9 + 422,038         |
| кельвін (основна одиниця SI) | K           | ≡ 1/273,16 абсолютної температури потрійної точки води . У цьому визначенні йдеться про воду, яка має ізотопний склад, визначений такими відношеннями кількості речовини: 0,00015576 моль 2Н на моль 1H, 0,0003799 моль 17O на моль 16O та 0,0020052 моль 18O на моль 16O. | ≡ 1 K                                |

### Тілесний кут
| Назва одиниці          | Символ                          | Визначення | Зв'язок із SI     |
| ---------------------- | ------------------------------- | --- | ----------------- |
| квадратний градус      | кв. градус; deg2; sq.deg.; (°)2 | ≡ (π/180)² ср | ≈ 0,30462×10−3 ср |
| стерадіан (одиниця SI) | ср                              | Тілесний кут в 1 стерадіан з вершиною в центрі сфери радіусом r вирізає з цієї сфери поверхню площею r2. Повна поверхня сфери містить 4π ср. | = 1 ср            |

### Тиск, (механічне) напруження, модуль пружності
| Назва одиниці                                | Символ                                       | Визначення                                                   | Зв'язок із SI            |
| -------------------------------------------- | -------------------------------------------- | ------------------------------------------------------------ | ------------------------ |
| атмосфера (стандартна)                       | ат; атм; at; atm                             |                                                              | ≡ 101325 Па              |
| атмосфера (технічна)                         | ат; at                                       | ≡ 1 кгс/см2                                                  | = 9,80665×104 Па         |
| бар                                          | бар; bar                                     |                                                              | ≡ 105 Па                 |
| дюйм водяного стовпчика (39,2 °F)            | inH2O                                        | ≈ 999,972 кг/м3 × 1 дюйм × ɡ0                                | ≈ 249,082 Па             |
| дюйм ртутного стовпчика                      | inHg                                         | ≡ 13595,1 кг/м3 × 1 дюйм × ɡ0                                | ≈ 3,386389×103 Па        |
| кілограм-сила на квадратний міліметр         | кгс/мм2; kgf/mm2                             | ≡ 1 кгс/мм2                                                  | = 9,80665×106 Па         |
| кіп на квадратный дюйм                       | ksi                                          | ≡ 1 кіп/дюйм2                                                | ≈ 6,894757×106 Па        |
| мікробар; барія (одиниці СГС)                |                                              | ≡ 1 дин/см2                                                  | = 0,1 Па                 |
| мікрометр ртутного стовпчика, міліторр       | мТорр, мкмHg; mTorr, {\displaystyle \mu }mHg | ≡ 13595,1 кг/м3 × 1 {\displaystyle \mu }м × ɡ0 ≈ 0,001 торра | ≈ 0,1333224 Па           |
| міліметр водяного стовпчика (4 °C)           | мм вод. ст., ммН2O; mmH2O                    | ≈ 999,972 кг/м3 × 1 мм × ɡ0 = 0,999972кгс/м2                 | = 9,80638 Па             |
| міліметр ртутного стовпчика; торр            | Торр, ммHg; Torr, mmHg                       | ≡ 13595,1 кг/м3 × 1 мм × ɡ0 ≈ 1 торр                         | ≈ 133,3224 Па            |
| паскаль (одиниця SI)                         | Па; Pa                                       | ≡ Н/м2 = кг/(м·с2)                                           | = 1 Па                   |
| п'єза (одиниця МТС)                          | пз; pz                                       | ≡ 1000 кг/м·с2                                               | = 103 Па = 1 кПа         |
| сантиметр водяного стовпчика (4 °C)          | см вод. ст.; смН2O; cmH2O                    | ≈ 999,972 кг/м3 × 1 см × ɡ0                                  | ≈ 98,0638 Па             |
| сантиметр ртутного стовпчика                 | см рт. ст.; cmHg                             | ≡ 13595,1 кг/м3 × 1 см × ɡ0                                  | ≈ 1,33322×103 Па         |
| тонна довга (англійська) на квадратний фут   |                                              | ≡ 1 англійська тонна × ɡ0 / 1 sq ft                          | ≈ 1,0725178011595×105 Па |
| тонна коротка (англійська) на квадратний фут |                                              | ≡ 1 коротка тонна × ɡ0 / 1 фут2                              | ≈ 9,5760518×104 Па       |
| торр                                         | торр; torr                                   | ≡ 101325⁄760 Па                                              | ≈ 133,3224 Па            |
| фут водяного стовпчика (39,2 °F)             | ftH2O                                        | ≈ 999,972 кг/м3 × 1 фут × ɡ0                                 | ≈ 2,98898×103 Па         |
| фут ртутного стовпчика                       | ftHg                                         | ≡ 13595,1 кг/м3 × 1 фут × ɡ0                                 | ≈ 4,063666×104 Па        |
| фунт на квадратний фут                       | psf                                          | ≡ 1 фут-сила/фут2                                            | ≈ 47,88026 Па            |
| фунт на квадратний дюйм                      | psi                                          | ≡ 1 фунт-сила/дюйм2                                          | ≈ 6,894757×103 Па        |
| фунт на квадратний фут                       | pdl/sq ft                                    | ≡ 1 фунт/фут2                                                | ≈ 1,488164 Па            |

### Час
| Назва одиниці                        | Символ                                                        | Визначення | Зв'язок із SI                  |
| ------------------------------------ | ------------------------------------------------------------- | --- | ------------------------------ |
| атомна одиниця часу                  | {\displaystyle \hbar /(m_{\mathrm {e} }c^{2}\alpha ^{2})}; au | ≡ a0/(α·c) | ≈ 2,418884254×10−17 с          |
| година                               | год; h                                                        | ≡ 60 хвилин | = 3,6 кс                       |
| десятиліття                          | dec                                                           | ≡ 10 років | = 315,569520 Мс                |
| доба                                 | д; d                                                          | = 24 ч = 1440 хв | = 86,4 кс                      |
| доба зоряна (сидерична доба)         | д; d                                                          | ≡ Час обертання Землі навколо своєї осі відносно далеких астрономічних об'єктів (наприклад, зір) визначається за повторним їх проходженням через спостережуваний меридіан. Тривалість зоряної доби — приблизно 23 год 56 хв 04 с, тобто, вона на 3 хв 56 с коротша звичайної (сонячної) доби. | ≈ 86,1641 кс                   |
| Каліппів цикл                        |                                                               | ≡ 441 місяць (неповний) + 499 місяців (повних) = 76 юліанських років (по 365,25 діб) | = 2,396736 Гс или 2,3983776 Гс |
| ке                                   |                                                               | Китайський традиційний проміжок часу. ≡ 1⁄100 доби = 14,4 хвилини | = 864 с                        |
| Метонів цикл                         |                                                               | ≡ 110 місяців (29 діб) + 125 місяців (30 діб) = 6940 діб ≈ 19 років | = 599,616 Мс                   |
| мить (альтернативна)                 | ja                                                            | ≡ 1⁄100 с | = 10 мс                        |
| мить, терція                         | j                                                             | ≡ 1⁄60 с | = 16,6 мс                      |
| мілідоба                             | md                                                            | ≡ 1⁄1000 доби | = 86,4 с                       |
| місяць (неповний, місячний календар) | міс; mo                                                       | ≡ 29 діб | = 2,5056 Мс                    |
| місяць (повний, місячний календар)   | міс; mo                                                       | ≡ 30 діб | = 2,592×106 с                  |
| місяць (середній григоріанський)     | міс; mo                                                       | = 30,436875 діб | ≈ 2,6297 Мс                    |
| місяць (синодичний)                  | міс; mo                                                       | Повний цикл зміни місячних фаз ≈ 29,530589 діб (у середньому) | ≈ 2,551 Мс                     |
| момент                               |                                                               | Середньовічна англійська міра часу. ≡ 90 с | = 90 с                         |
| октетеріс                            |                                                               | = 48 місяців (повних) + 48 місяців (неповних) + 3 місяці (повних) = 8 років по 365,25 діб = 2922 доби | = 252,4608 Мс                  |
| планківський час                     |                                                               | ≡ (Gℏ⁄c5)1⁄2 | ≈ 1,351211868·10−43 с          |
| п'ятирічка (лат. lustre; lustrum)    |                                                               | ≡ 5 років по 365 діб | = 157,68 Мс                    |
| рік (високосний)                     | рік (р.); a, y або yr                                         | 366 діб | = 31,6224 Мс                   |
| рік (григоріанський)                 | рік (р.); a, y або yr                                         | = 365,2425 діб у середньому, що виходить зі звичайних років (по 365 діб) плюс високосні роки (по 366 діб). Див. статтю Високосний рік для кращого розуміння. | = 31,556952 Мс                 |
| рік (звичайний)                      | рік (р.); a, y або yr                                         | 365 д | = 31,536 Мс                    |
| рік (сидеричний)                     | рік (р.); a, y або yr                                         | ≡ Проміжок часу, протягом якого Земля здійснює повний оберт навколо Сонця й повертається в ту ж точку своєї орбіти (відносно далеких зір), приблизно 365,256363 сонячних діб | ≈ 31,5581497632 Мс             |
| рік (тропічний) (або сонячний)       | рік (г.); a, y або yr                                         | Проміжок часу, за який відбувається один цикл зміни пір року. Визначається як час від одного весняного рівнодення до іншого , приблизно 365,24219 діб, кожна доба рівна 86400 с (SI) | ≈ 31,556925 Мс                 |
| Рік (юліанський)                     | рік (р.); a, y або yr                                         | = 365,25 діб у середньому (три звичайні роки (по 365 діб) плюс високосний рік (366 діб) кожні чотири роки). | = 31,5576 Мс                   |
| сарос                                |                                                               | Періодичність повторюваності сонячних та місячних затемнень ≡ 223 синодичних місяці або 242 драконічних місяці, близько 18 тропічних років або 6585,36 діб | =                              |
| секунда                              | с; s                                                          | Секунда — це час, що дорівнює 9 192 631 770 періодам випромінювання, яке відповідає переходу між двома надтонкими рівнями основного стану атома цезію-133 (інше визначення секунди використовується іноді в астрономії). Це також час, за який світло проходить відстань в 299 792 458 м.     | (основна одиниця SI)           |
| сигма                                |                                                               | ≡ 10−6 с | = 1 мкс                        |
| століття                             | століття (ст.); c                                             | ≡ 100 років | = 3,1556952 Гс                 |
| Тиждень                              | тиждень; wk                                                   | ≡ 7 діб = 168 год = 10 080 хв | = 604,8 кс                     |
| тисячоліття                          |                                                               | ≡ 1000 років | = 31,556952 Гс                 |
| фортнайт                             | fn                                                            | Одиниця вимірювання часу, рівна двом тижням. ≡ 2 тижні | = 1,2096 Мс                    |
| хвилина                              | хв; min                                                       | ≡ зазвичай 60 с, однак може тривати 59 або 61 с (через високосну секунду) | = 60 с                         |
| хелек                                |                                                               | ≡ 1⁄1080 години | = 3,3 с                        |
| цикл Гіппарха                        |                                                               | ≡ 4 цикли Каліппа мінус 1 доба | = 9,593424 Гс                  |
| цикл Сіріуса                         |                                                               | ≡ 1461 рік по 365 діб | = 460,74096 Тс                 |
| шейк                                 |                                                               | ≡ 10−8 с | = 10 нс                        |
| Примітки: 1. 2. 3.                   |                                                               | |                                |

### Частота
| Назва одиниці     | Символ                 | Визначення                                              | Зв'язок із SI    |
| ----------------- | ---------------------- | ------------------------------------------------------- | ---------------- |
| Герц (одиниця SI) | Гц; Hz                 | ≡ Число періодів за секунду                             | = 1 Гц = 1/с     |
| Оберт за секунду  | об/с, 1/с, с−1; r/s    | ≡ Число обертів навколо фіксованої осі за секунду часу. | = 2·π рад/с      |
| Оберт за хвилину  | об/хв, 1/хв, хв−1; rpm | ≡ Число обертів навколо фіксованої осі за хвилину часу. | = (2·π/60) рад/с |

### Швидкість
| Назва одиниці                | Символ       | Визначення                                                                | Зв'язок із SI        |
| ---------------------------- | ------------ | ------------------------------------------------------------------------- | -------------------- |
| дюйм за хвилину              | ipm          | ≡ 1 дюйм/хв                                                               | = 4,23× 10−4 м/с     |
| дюйм за секунду              | ips          | ≡ 1 дюйм/с                                                                | = 2,54×10−2 м/с      |
| дюйм за годину               | iph          | ≡ 1 дюйм/год                                                              | = 7,05× 10−6 м/с     |
| кілометр за годину           | км/год; km/h | ≡ 1 км/год                                                                | = 2,7× 10−1 м/с      |
| метр за секунду (одиниця SI) | м/с; m/s     | Швидкість, за якої тіло за 1 с проходить шлях в 1 м                       | = 1 м/с              |
| миля за хвилину              | mpm          | ≡ 1 миля/хв                                                               | = 26,8224 м/с        |
| миля за секунду              | mps          | ≡ 1 миля/с                                                                | = 1609,344 м/с       |
| миля за годину               | mph          | ≡ 1 миля/год                                                              | = 0,44704 м/с        |
| швидкість звуку в повітрі    | s            | від 1225 до 1062 км/год                                                   | ≈ от 340 до 295 м/с  |
| швидкість світла у вакуумі   | с            | ≡ 299792458 м/с                                                           | = 299792458 м/с      |
| вузол                        | вуз; kn      | ≡ 1 морська миля/годину = 1,852 км/год                                    | = 0,514 м/с          |
| вузол (англійський)          | вуз; kn      | ≡ 1 англійська морська миля/годину = 1,853184 км/год                      | = 0,514773 м/с       |
| фурлонг за фортнайт          |              | ≡ фурлонг/фортнайт                                                        | ≈ 1,663095×10−4 м/с  |
| фут за хвилину               | fpm          | ≡ 1 фут/хв                                                                | = 5,08×10−3 м/с      |
| фут за секунду               | fps          | ≡ 1 фут/с                                                                 | = 3,048×10−1 м/с     |
| фут за годину                | fph          | ≡ 1 фут/год                                                               | = 8,46× 10−5 м/с     |
| число Маха                   | M            | Відношення швидкості об'єкта до швидкості звуку (величина безрозмірнісна) | ≈ від 340 до 295 м/с |
| Примітки: 1.                 |              |                                                                           |                      |

### Яскравість
| Назва одиниці                 | Символ   | Визначення                                | Зв'язок із SI        |
| ----------------------------- | -------- | ----------------------------------------- | -------------------- |
| ламберт                       | Лб       | ≡ (104/π) кд/м2                           | ≈ 3183,0988618 кд/м2 |
| ніт (застаріла одиниця) (SI); | кд/м2    | ≡ кд/м2                                   | = 1 кд/м2            |
| свічок на квадратний фут      | кд/фут2  | ≡ кд/фут2                                 | ≈ 10,763910417 кд/м2 |
| свічок на квадратний дюйм     | кд/дюйм2 | ≡ кд/дюйм2                                | ≈ 1550,0031 кд/м2    |
| стильб (СГС)                  | сб       | Практично не використовується ≡ 104 кд/м2 | = 104 кд/м2          |
| фут-ламберт                   | fL       | ≡ (1/π) кд/фут2                           | ≈ 3,4262590996 кд/м2 |

## Програмні засоби
Є багато різних засобів перетворення одиниць вимірювання. Їх можна знайти в бібліотеках додатків, в калькуляторах і макетах макрокоманд, а також в плагінах для багатьох інших додатків.
Існує також багато інших спеціальних додатків, які дозволяють здійснити перетворення одиниць. Наприклад, рух за вільне програмне забезпечення надає утиліту GNU units для систем Linux і Windows,що працюють в режимі командного рядка.